# Placówka Straży Granicznej I linii „Kisiny”
Placówka Straży Granicznej I linii „Kisiny” – jednostka organizacyjna Straży Granicznej pełniąca służbę ochronną na granicy polsko-niemieckiej w okresie międzywojennym.

## Geneza
Na wniosek Ministerstwa Skarbu, uchwałą z 10 marca 1920 roku, powołano do życia Straż Celną. Od połowy 1921 roku jednostki Straży Celnej rozpoczęły przejmowanie odcinków granicy od pododdziałów Batalionów Celnych. Proces tworzenia Straży Celnej trwał do końca 1922 roku. Placówki Straży Celnej „Kisiny” i „Działdowo” weszły w podporządkowanie komisariatu Straży Celnej „Działdowo” z Inspektoratu SC „Działdowo”.

## Formowanie i zmiany organizacyjne
Rozporządzeniem Prezydenta Rzeczypospolitej Polskiej Ignacego Mościckiego z 22 marca 1928 roku, do ochrony północnej, zachodniej i południowej granicy państwa, a w szczególności do ich ochrony celnej, powoływano z dniem 2 kwietnia 1928 roku  Straż Graniczną.
Rozkazem nr 1 z 12 marca 1928 roku w sprawach organizacji Mazowieckiego Inspektoratu Okręgowego Naczelny Inspektor Straży Celnej gen. bryg. Stefan Pasławski określił strukturę organizacyjną komisariatu SG „Działdowo”. 
Rozkazem nr 9 z 18 października 1929 roku w sprawie reorganizacji Mazowieckiego Inspektoratu Okręgowego komendant Straży Granicznej płk Jan Jur-Gorzechowski określił numer i nową strukturę komisariatu. Placówka Straży Granicznej I linii „Działdowo” znalazła się w jego strukturze.
Rozkazem nr 1 komendanta Straży Granicznej z 12 stycznia 1931 roku przeniesiono placówkę I linii Działdowo do Kisin.

## Służba graniczna
Sąsiednie placówki:
- placówka Straży Granicznej I linii „Uzdowo” ⇔ placówka Straży Granicznej I linii „Żabiny” − 1929[9]

## Kierownicy/dowódcy placówki
| stopień            | imię i nazwisko  | okres pełnienia służby | kolejne stanowisko |
| ------------------ | ---------------- | ---------------------- | ------------------ |
| starszy przodownik | Józef Janczewski | – 30 IX 1936           | w stan spoczynku   |
| przodownik         | Michał Jebas     | był I 1939             |                    |